# András veszprémi püspök
András (11. század) magyar katolikus főpap.
Valószínűleg bencés szerzetes volt, Lukcsics Pál munkájában 1058-ban veszprémi püspök.